# Mirjam Vainio
Saara Mirjam Vainio, född 18 juli 1915 i Helsingfors, död i juli 1977 i Hägersten, var en finländsk-svensk målare.
Hon var dotter till byggmästaren Adolf Vainio och Hilda Ketola. Vainio studerade vid Ateneum i Helsingfors 1942–1945 och för Sven Erixson vid Kungliga konsthögskolan med några studieavbrott 1945–1952. Studierna för Erixon ledde till ett mångårigt samarbete. Som assistent till Lennart Segerstråle arbetade hon med dekorationsmålningarna i Burträsks kyrka 1949. Separat ställde hon bland annat ut på Färg och Form och Lilla Paviljongen i Stockholm samt i Båstad och Sollefteå. Tillsammans med Sven Erixson ställde hon ut i Burträsk och tillsammans med Åke Lagerborg i Vännäsby. Hon medverkade i Sveriges allmänna konstförenings utställning Svart och vitt som visades på Konstakademien 1955 och Riksförbundet för bildande konsts vandringsutställningar. Som illustratör illustrerade hon bland annat John Nilssons Några historier om barn och sådant. Bland hennes offentliga arbeten märks väggdekorationer i al fresco för Burträsks kommunhus och Skellefteå kommunhus. Hennes stafflikonst består av varierade motiv och änglar.